# Prosper Baumès
 (avril 2024).
Pierre Prosper François Baumès, né le  11 février 1791 à Montpellier et mort en le 15 mars 1871 à Lagnieu  est un médecin lyonnais, fondateur de l'École Dermato-vénérologique de l’Antiquaille.

## Biographie
Prosper Baumès fait ses études de médecine à Montpellier.  Il vient à Lyon en 1818. Il est d'abord médecin dans le quartier de la Guillotière puis dirige, en 1825, l'hospice des vieillards de la Guillotière.  Après 1830 les Hospices civils de Lyon réorganise l'hôpital de  l’Antiquaille. Prosper Baumès est nommé chirurgien-major en 1832.  En  1837 il est nommé professeur de clinique dermato-vénérologique.   
En 1840 il publie un Précis théorique et pratique sur les maladies vénériennes dans lequel il affirme que le chancre n’est pas la seule lésion syphilitique à être contagieuse. Il  édicte une loi sur la syphilis  en précisant « qu’un enfant né syphilitique d’un père syphilitique ne contamine pas sa mère et celle-ci peut l’allaiter sans danger ».
Prosper Baumès est aussi un précurseur de la rhinoscopie.: "un miroir de la largeur d'une pièce de deux francs placé à l'extrémité d'une petite tige de bois ou de baleine qui lui avait permis de reconnaître facilement les inflammations, engorgements ou ulcérations que l'on pouvait soupçonner, à l'extrémité postérieure des fosses nasales, au larynx, et dans quelques parties du pharynx".
Il est élu correspondant national de l' Académie nationale de médecine le 13 décembre 1836.
Il préside la Société lyonnaise d'histoire de la médecine.
Il est maire de la ville de Lagnieu de 1850 à 1851 puis de 1870 à 1871.

## Publications
Précis théorique et pratique sur les diathèses, 1853, Paris, Baillière, 44 p. lire en ligne sur Gallica
Nouvelle dermatologie, ou Précis théorique et pratique sur les maladies de la peau... : suivi d'un exposé de principes généraux pouvant servir de guide dans le choix des eaux minérales naturelles applicables dans le traitement de ces maladies, avec un formulaire spécial.... 2 t. 1842, Paris et Lyon, J.-B. Baillière,  C. Savy jeune, 588 +657 p .lire en ligne sur Gallica
Aperçu médical des hôpitaux de Londres où sont traitées les maladies vénériennes et les maladies de la peau, accompagné d'une revue analytique des principaux travaux des Anglais sur ces maladies, Paris, 1835,  Baillière lire en ligne sur Gallica
Précis théorique et pratique sur les maladies vénériennes  2 vol. 840,  Paris, : J.-B. Baillière
Suite de lettres sur les causes et les effets de la présence des gaz ou vents dans les voies gastriques . Paris, 1833, JB Baillière.
Lettre d'un médecin de province à MM. les dermatophiles des hôpitaux de Paris . Paris, 1834,  Baillière et Crochard,.